# Wapen van Chaam

Het wapen van de gemeente Chaam

Het wapen van Chaam  is het wapen van de voormalige Noord-Brabantse gemeente Chaam. Het wapen werd officieel gebruikt tussen 16 juli 1817, de datum dat de Hoge Raad van Adel het wapen aan Chaam toekende, en 1 januari 1997. Op 1 januari 1997 ging de gemeente Chaam op in de gemeente Alphen-Chaam. De gemeenteraad van Alphen-Chaam heeft het wapen van Chaam op 23 oktober 1997 als dorpswapen vastgesteld.

## Geschiedenis
In de 13e eeuw was Chaam een eigen gebied, het werd beheerd door de Hertog van Brabant, de abdij van Tongerlo, de abdij van Thorn en de ridderorde van Sint Jan. Later werd Chaam door de heren van Breda bij Alphen gevoegd, om pas in 1810 weer een zelfstandige gemeente te worden. Chaam voerde in der tijd als wapen een gouden schild met daarop drie zwarte kammen.
Nadat Chaam in 1997 was opgegaan in de nieuwe gemeente Alphen-Chaam, werd voor die gemeente een nieuw wapen ontworpen. Een van de drie kammen en de twee schildhouders uit het wapen van Chaam vinden kwam terug in het wapen van de nieuwe gemeente.

## Blazoen
De beschrijving van het wapen luidde als volgt:
Van lazuur beladen met 3 kammen van goud, staande 2 en 1. Het schild vastgehouden ter wederzijde door een vogel van goud en gedekt met eene kroon van hetzelfde en elf peerlen.
Het schild was in de rijkskleuren: een blauw schild met een geheel gouden voorstelling. De voorstelling bestaat uit drie kammen die met de tanden naar beneden wijzen. Boven in het schild staan er twee en onderin de derde. Aan weerszijden van het schild staat een schildhouder in de vorm van een gouden vogel. Het schild wordt gedekt door een kroon bestaande uit in totaal elf parels, acht staan er op de gouden rand, op de uiteinden twee in eentje in het midden rustend op de twee middelste parels.

## Verwant wapen
Het onderstaande wapen is afgeleid van het wapen van Chaam:

Het wapen van Alphen-Chaam